# Johann Samuel Halle

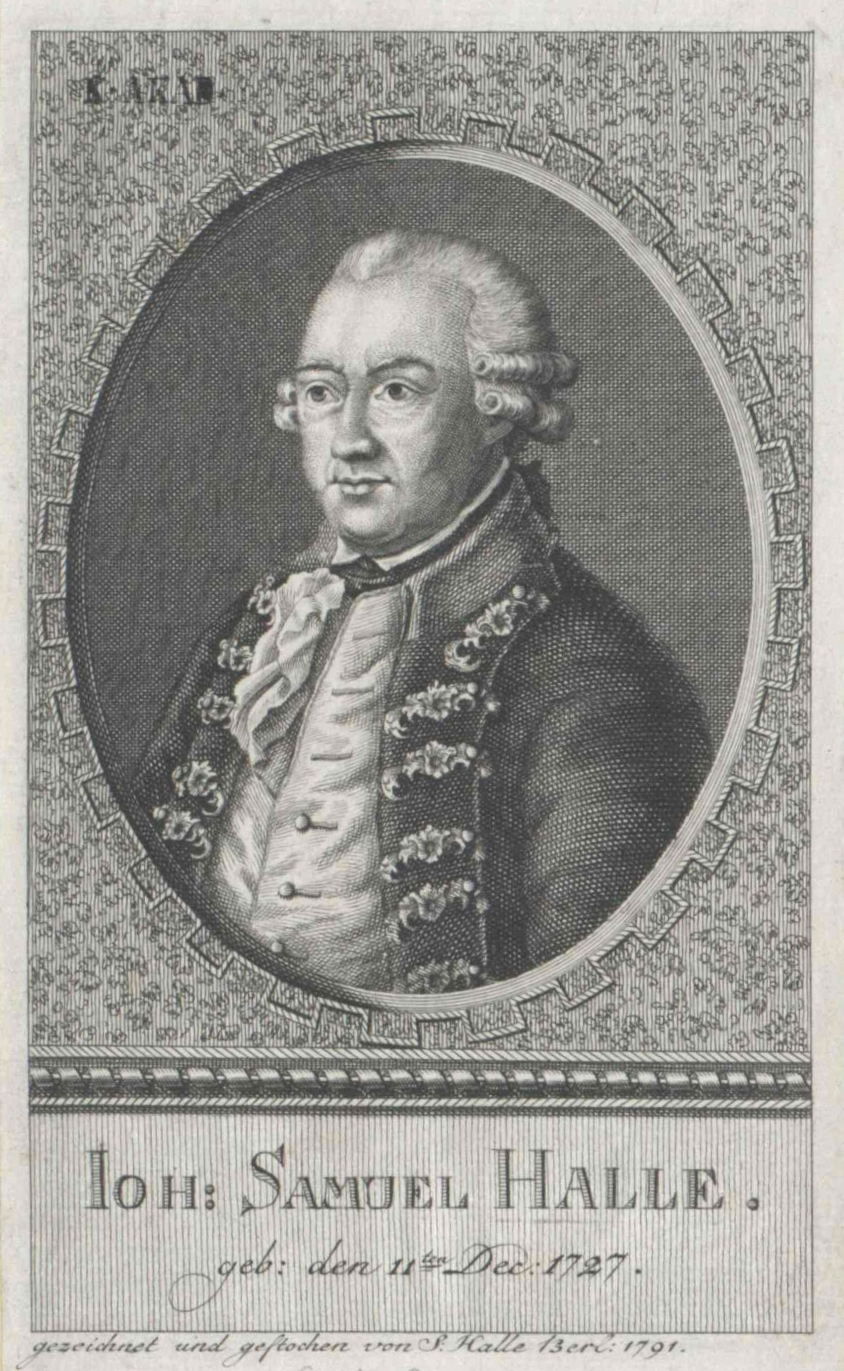
Johann Samuel Halle, von seinem Sohn Johann Samuel Ludwig Halle gezeichnet und gestochen (1791)

Johann Samuel Halle (* 11. Dezember 1727 in Bartenstein; † 9. Januar 1810 in Berlin) war ein preußischer Historiker und Toxikologe. Er war ebenfalls Autor naturwissenschaftlicher Bücher und Kupferstecher.

## Leben
Halle studierte in Königsberg Theologie, Philosophie und Mathematik. Im Jahre 1753 kam er nach Abschluss des Studiums als Erzieher nach Berlin. Dort wurde er 1760 an das königlich-preußische Kadetten-Corps (Corps des Cadets) berufen, um die neuerrichtete Professur für Geschichte zu übernehmen. Er war der Autor verschiedener naturwissenschaftlicher, handwerklich/technologischer und historischer (Lehr-)Bücher. 
In seinem sechsbändigen Werk Werkstäte der heutigen Künste oder die neue Kunsthistorie beschreibt Halle ausführlich und äußerst detailliert die Handwerke seiner Zeit. 
Sein Werk Magie oder die Zauberkräfte der Natur, so auf den Nutzen und die Belustigung angewandt worden beschreibt viele verschiedene Versuche aus dem Bereich der Naturwissenschaften, die mit zum Teil verblüffenden Resultaten eben magisch gewirkt haben könnten. Ergänzend verfasste er in den Folgejahren die mehrbändige Fortgesetzte Magie oder die Zauberkräfte der Natur in welcher er als erster eine Bogenlampe beschrieb.
Weiterhin verfasste er Werke wie Die Naturgeschichte der Thiere in sistematischer Ordnung : nebst der Geschichte des Menschen, eine Kleine Encyclopedie oder Lehrbuch aller Elementarkenntnisse oder Die Staatshistorie der Welt. Auch als Übersetzer war Halle tätig.
Seine Tochter Charlotte Wilhelmine heiratete 1786 den Wissenschaftler und Arzt Johann Georg Krünitz. Sein Sohn Johann Samuel Ludwig Halle wurde Kupferstecher. 

## Schriften (Auswahl)
- Die Naturgeschichte der Thiere in sistematischer Ordnung nebst der Geschichte des Menschen. 1757 (Digitalisierte Ausgabe, Bd. 1 der Bayerischen Staatsbibliothek)
- Werkstaͤte der heutigen Künste oder die neue Kunsthistorie. 1761–1779 (Digitalisierte Ausgabe der Bayerischen Staatsbibliothek)
- Die Staatshistorie der Welt. 1770 (Volltext in der Google-Buchsuche)
- Magie oder die Zauberkräfte der Natur. 1784–1787 (Digitalisierte Ausgabe der Bayerischen Staatsbibliothek)
- Die deutschen Giftpflanzen. Neue verm. Aufl. Mit 16 ... Kupfern. Strobl, München 1785 (Digitalisierte Ausgabe)
- Die deutschen Giftpflanzen  Zur Verhütung trauriger Vorfälle in den Haushaltungen. 1787
- Gifthistorie des Thier-, Pflanzen- und Mineralreichs : nebst den Gegengiften, und der medicinischen Anwendung der Gifte, nach den neuesten Toxicologen. Maurer, Berlin 1787 (Digitalisierte Ausgabe der Universitäts- und Landesbibliothek Düsseldorf)
- Fortgesetzte Magie oder die Zauberkräfte der Natur. 1788–1802
- Die Tabaksmanufactur, oder die vollständige Oekonomie des Tabaksbaues, nach allen seinen Zweigen, J. Pauli, Berlin 1788 (Volltext in der Google-Buchsuche)